# Пентан-1-ол
1-Пентанол (або n-пентанол, пентан-1-ол) — це органічна сполука з формулою CH3CH2CH2CH2CH2OH. Належить до первинних спиртів. Це безбарвна рідина з характерним запахом. Це один із восьми ізомерних спиртів з формулою C5H11OH. Він використовується як розчинник, біологічний осушувач та в синтезі деяких ароматичних сполук. Він також є поширеним компонентом сивушних спиртів (сивушних масел), небажаним побічним продуктом спиртового бродіння.

## Знаходження в природі
1-пентанол зустрічається в природі в різних рослинах, таких як гострий перець (Capsicum frutescens), малина (Rubus idaeus), помідори (Lycopersicon esculentum), шавлія мускатна (Salvia sclarea), чорний горіх (Juglans nigra), Чай (Camellia sinensis), Чорниця (Vaccinium myrtillus), Лохина високоросла (Vaccinium corymbosum), капуста городня (Brassica oleracea), м'ята кучерява (Mentha spicata), солодкий корінь голий (Glycyrrhiza glabra), кавун (Citrullus lanatus), грейпфрут (Citrus paradisi), кукурудза (Zea mays) та розмарин (Rosmarinus officinalis).

## Отримання
1-пентанол отримують з 1-бутену шляхом гідроформілювання з подальшим гідруванням отриманого пентаналю.
{\displaystyle {\mathsf {CH_{3}CH_{2}CH=CH_{2}+CO+H_{2}\ \xrightarrow {\ } CH_{3}CH_{2}CH_{2}CH_{2}CHO}}}
{\displaystyle {\mathsf {CH_{3}CH_{2}CH_{2}CH_{2}CHO+H_{2}\ \xrightarrow {\ } CH_{3}CH_{2}CH_{2}CH_{2}CH_{2}OH}}}
Пентанол можна отримати шляхом фракційної перегонки сивушних масел. Щоб зменшити використання викопного палива, проводяться дослідження з розробки економічно ефективних методів виробництва (хімічно ідентичного) біопентанолу шляхом бродіння.

## Використання
- 1-Пентанол використовується для отримання естерів. Естер, утворений з 1-пентанолу та масляної кислоти — пентилбутират, має абрикосовий запах. Естер, утворений з 1-пентанолу та оцтової кислоти — амілацетат (або пентилацетат), має банановий запах.

- Прекурсор дипентилцинку в процесі отримання дитіофосфатів, які використовуються в пінній флотації.[1]

- Часто використовують його як розчинник

- У 2014 році було проведено дослідження, яке порівнювало ефективність сумішей дизельного палива з різними пропорціями пентанолу як добавки. При збільшенні концентрації пентанолу газоподібні викиди збільшувалися, але викиди твердих частинок зменшувалися.[4]